# AGS-17
AGS-17 プラミヤ（АГС-17 Пламя）は、ソビエト連邦が開発した自動擲弾銃である。
名称は、ロシア語で銃架式自動擲弾銃を意味する「Автоматический Гранатомет Станковый」の頭文字をとった略称。愛称の「プラミヤ」は、ロシア語で「炎」を意味する。

## 構造

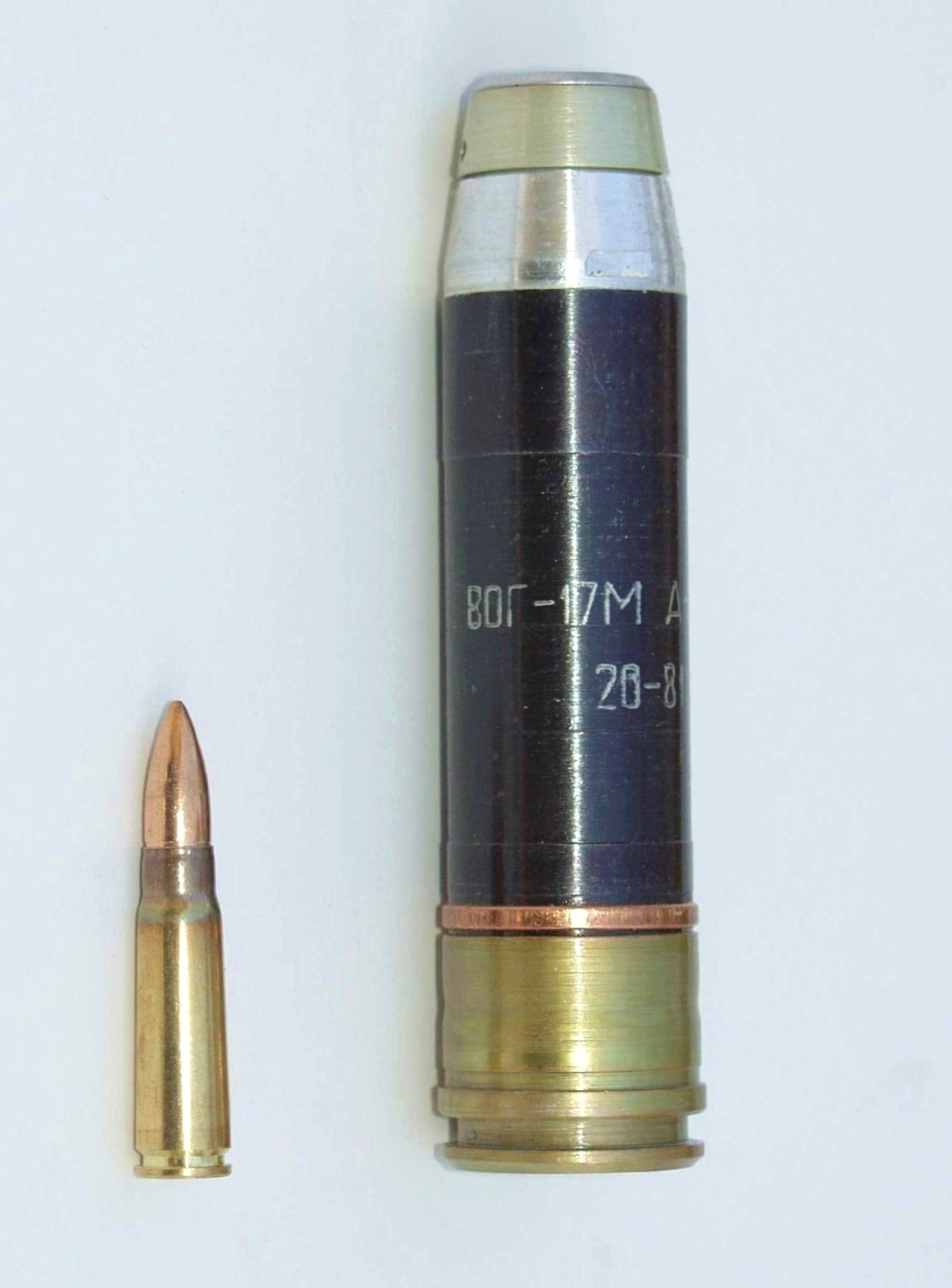
30x29mm榴弾と小銃用7.62x39mm弾の対比

AGS-17が用いる擲弾は、西側諸国で主流となっている40x53mm弾よりもサイズが小さいVOG-17破片榴弾（30×29mm）である。
弾倉は、30発のVOG-17を金属ベルトで連結した金属製ドラム（約14kg）を用いるが、給弾機構の構造上、実際には29発しか射撃できない。射撃モードは半自動・全自動・5発バースト・10発バーストの4種類から選択できる。本体後端の上側にあるT型ハンドルを引っ張ると、ハンドルにつながったワイヤーがボルトを後退させて射撃位置となる。トリガーは押金式で、T字型の握把を利用して弾道を調整する。AGS-17は、改良型のAGS-30用のVOG-30も用いることができる。
西側のMk.19に射程では劣るが、VOG-17が小型のため、AGS-17の発射速度は速く、重量は半分ほどで、持ち運びのし易さ、移動の容易さを求めた設計になっている。
本体の上部には各射距離での弾道表が記載されており、アイアンサイトでは800mまでの照準が可能だが、2.7倍のPAG-17光学照準器装着時には1,700mまで照準可能になる。
AGS-17は通常、6T8三脚架上に設置した状態で歩兵が用いるが、装甲戦闘車両の車上に据えることもできる。また、ヘリコプターの昇降扉に据えたり、艦艇上に搭載できるようにしたタイプもある。

## 運用
ソ連の自動擲弾銃開発は1968年に始まり、1971年に装備採用された。アフガニスタン侵攻では装甲車両に肉薄するムジャーヒディーンに対して絶大な威力を発揮し、現地ではBMP-1やMT-LB、BMD-1にAGS-17を搭載できるように応急改造された車体が活躍した。
その後も、チェチェン紛争をはじめとした各地の局地紛争で広く使用されている。現在、ロシア連邦のヴャーツキエ・ポリャーヌイ市のモーロト工場で生産継続中であり、ロシア以外では、ブルガリア、ユーゴスラビアで生産されている。

## 派生型

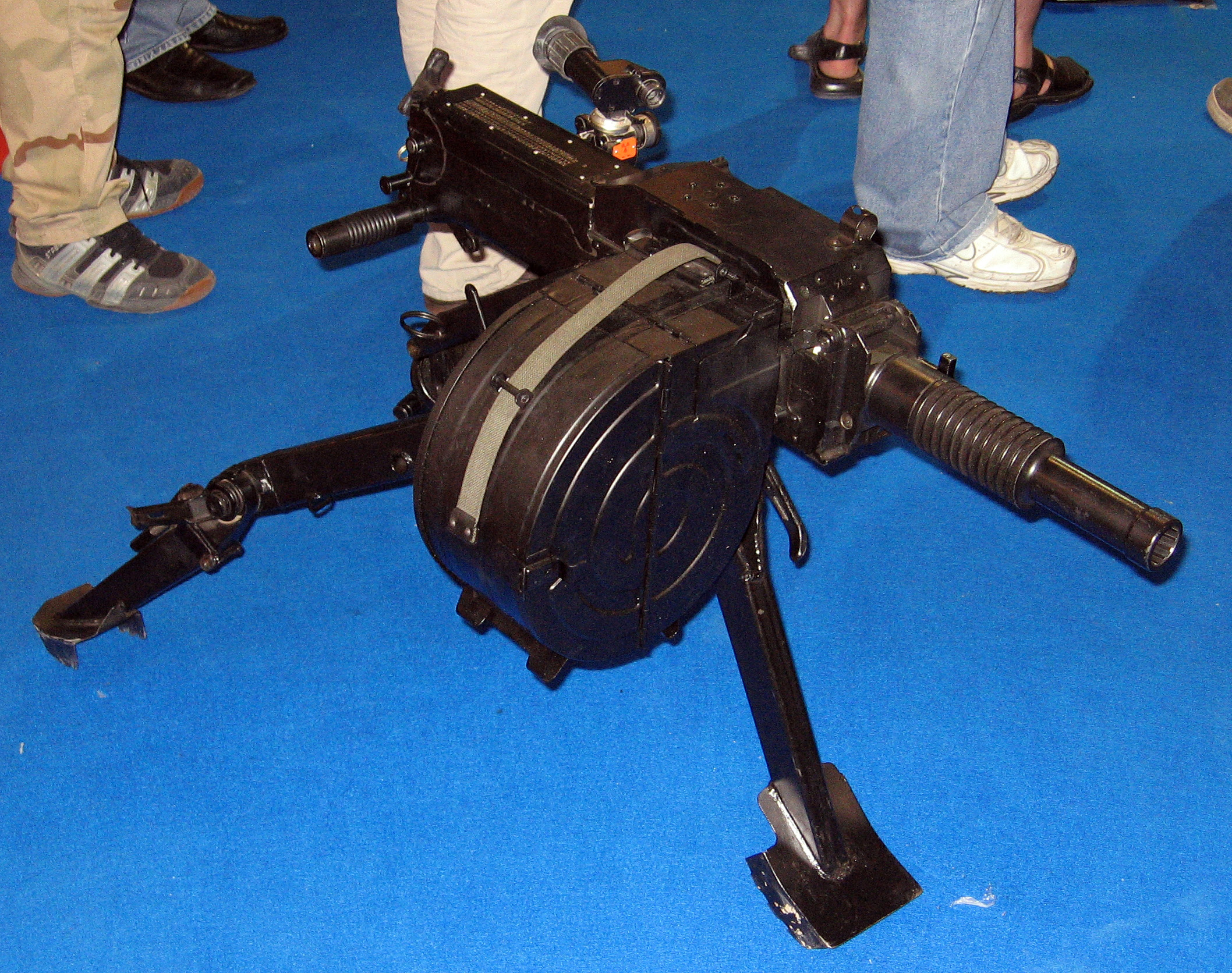
ツァスタバ BGA-30

AG-17A
航空機搭載型。Mi-8 ヘリコプターに設置することが可能である。
AG-17M
艦載型。
KBA-117
RWS搭載用。
アルクス AGS-17
ブルガリアのアルクス社が製造するAGS-17。砲身のリブが変化しており、AGS-17では発射機の左上にあるサイトが発射機直上に移動している。弾薬は、VOG-17を基にしたRHV-HEF高性能炸裂榴弾とRHV-TP訓練弾を使用。
ツァスタバ BGA-30/M93
ユーゴスラビア（現セルビア）のツァスタバ社が製造するAGS-17。全長が925mmに延長されているが、砲身長は290mmのままである。弾薬は、VOG-17の改良型であるTG-M93高性能炸薬対人破片榴弾を使用。